# Movimento Verde Amarelo (sport)
Ne doit pas être confondu avec Movimento Verde Amarelo (littérature).
Movimento Verde Amarelo (en portugais, le Mouvement Vert Jaune, d'après les couleurs du drapeau brésilien) est une organisation sans but lucratif créée en 2008 dans le but de changer la façon dont les Brésiliens soutiennent leurs équipes et leurs athlètes. Le mouvement est né d'un groupe de 20 étudiants de l'Université de São Paulo (USP).
Le MVA a créé des chansons qui sont devenues des succès parmi les fans brésiliens, comme "Mil goles" pour la Coupe du monde 2014 au Brésil, et "Único penta é o Brasilzão" lors de la Coupe du monde 2018 en Russie,. Depuis sa création, le MVA a été présent à 3 Coupes du Monde, à la Copa América, aux Jeux Olympiques, à la Coupe des confédérations.
Le mouvement réalise également des projets sociaux,, des voyages, des collectes d'ordures dans les stades.